# لويس بيرتون
لويس بيرتون (بالإنجليزية: Lewis Burton)‏ مواليد 23 مارس 1992، هو لاعب كرة مضرب بريطاني بدأ مسيرته كمحترف سنة 2009. أعلى تصنيف له في الفردي كان المركز الـ 626 في سنة 2012. أعلى تصنيف له في الزوجي كان المركز الـ 261 في سنة 2012.

## روابط خارجية
- لويس بيرتون على موقع رابطة محترفي التنس (الإنجليزية)
- لويس بيرتون على موقع الاتحاد الدولي لكرة المضرب (الإنجليزية)
- لويس بيرتون على موقع خلاصة التنس.كوم (الإنجليزية)
- لويس بيرتون على موقع إي إس بي إن.كوم (الإنجليزية)